# Strecken der Division A der New York City Subway

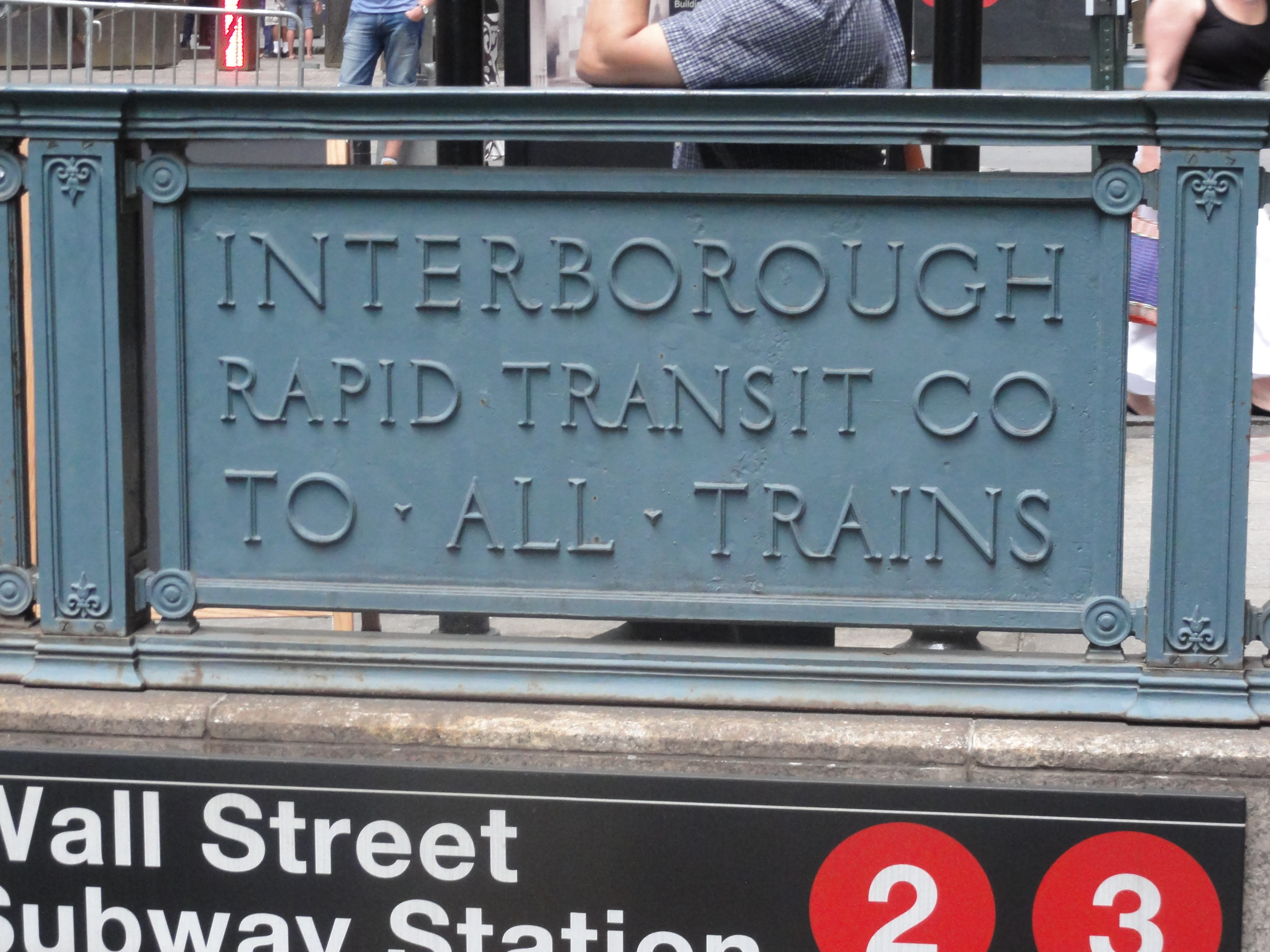
Ihren U-Bahnhof Wall Street eröffnete die IRT im Juni 1905

Die Strecken der Division A der New York City Subway sind bestimmte U-Bahn-Strecken in der Stadt New York. Zusammen mit den Strecken der Division B der New York City Subway bilden sie das Netz der New York City Subway. Das Netz wird vom öffentlichen Verkehrsunternehmen New York City Transit Authority betrieben, das seit 1968 eine Tochter der staatlichen Metropolitan Transportation Authority ist.
Die Strecken der Division A verlaufen in vier der fünf Stadtbezirke New York Citys: The Bronx, Brooklyn, Manhattan und Queens. Auf den Strecken fahren U-Bahn-Linien, die systematisch mit arabischen Ziffern gekennzeichnet sind, auch der 42nd-Street-Shuttle gehört zur Division A. Die U-Bahn-Züge der Division A bestehen aus Fahrzeugen der New York City Subway, die kürzer, schmaler und leichter sind als die Fahrzeuge in der Division B.
In der Division A sind seit 1967 die Strecken der ehemals privaten, im Jahr 1940 durch die Stadt New York aufgekauften Interborough Rapid Transit Company (IRT) zusammengefasst. In diesem Artikel nicht berücksichtigt sind IRT-Strecken, die vor 1967 stillgelegt wurden. Dies betrifft mit Ausnahme eines Abschnitts der IRT Third Avenue Line alle klassischen Hochbahn-Strecken („Old Elevateds“) der IRT.

## Geschichte
| Stammstrecken der Division A, Kennfarben und Liniensignets | Stammstrecken der Division A, Kennfarben und Liniensignets | Stammstrecken der Division A, Kennfarben und Liniensignets |
| ---------------------------------------------------------- | ---------------------------------------------------------- | ---------------------------------------------------------- |
| Gegenwart                                                  | Gegenwart                                                  | 1967 bis 1979                                              |
| IRT Broadway – Seventh Avenue Line                         |                                                            |                                                            |
|                                                            | Rot                                                        |                                                            |
| IRT Lexington Avenue Line                                  |                                                            |                                                            |
|                                                            | Grün                                                       |                                                            |
| IRT Flushing Line                                          |                                                            |                                                            |
|                                                            | Magenta                                                    |                                                            |
| Shuttles                                                   |                                                            |                                                            |
|                                                            | Grau                                                       |                                                            |

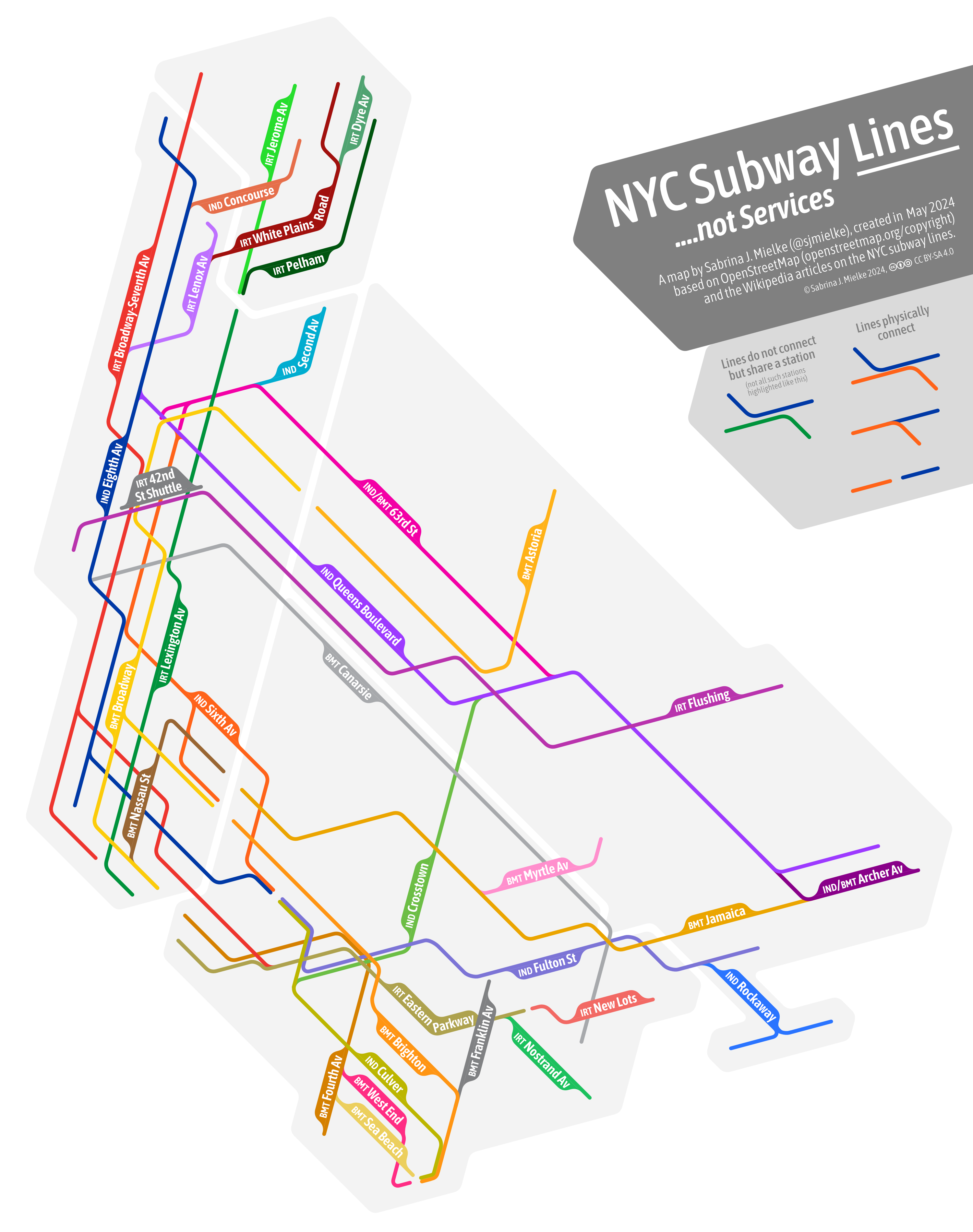
Schemazeichnung aller Strecken der Divisionen A und B der New York City Subway

Das U-Bahn-Netz der Interborough Rapid Transit Company wurde in zwei Phasen gebaut. Baubeginn war im Jahr 1900. Den Anfang machte der Vertrag Nummer 1, dessen Strecken ab 1904 eröffnet wurden, gefolgt vom Vertrag Nummer 2, dessen Strecke von 1905 bis 1908 in Betrieb ging.
Die zweite Ausbauphase fand nach Unterzeichnung der Doppelverträge von 1913 statt. Diese Verträge wurden von der Stadt mit der Interborough Rapid Transit Company und der Brooklyn Rapid Transit Company (BRT, ab 1923 die Brooklyn-Manhattan Transit Corporation BMT) abgeschlossen, um den Ausbau und Betrieb des U-Bahn-Netzes abzustimmen. Die Strecken des Vertrags Nummer 3 wurden an die IRT vergeben und ab 1917 eröffnet. Die wesentlichen Teile waren im Jahr 1920 fertiggestellt, vereinzelt erst 1922.
Für spätere Erweiterungen wurden in begrenztem Ausmaß entweder existierende Strecken anderer Eisenbahn- oder U-Bahngesellschaften übernommen oder Verlängerungen im Bereich der Streckenenden angefügt. Neu- und Ausbauten in einer dritten Phase entstanden ab den 1920er Jahren vorrangig für das städtische Independent Subway System.
In den 1930er Jahren waren die privaten Bahngesellschaften IRT und BMT nach Jahren der Krise zahlungsunfähig. Die Stadt kaufte sie 1940 und unterstellte sie dem New York City Board of Transportation. Das Board formte 1940 die IRT-Division, die BMT-Division und die IND-Division. Die drei Divisionen blieben getrennte Systeme. Lediglich in Queens teilten sich IRT und BMT den Betrieb auf zwei Strecken, der Astoria Line und der Flushing Line. Durch vertraglich vereinbarte Trackage Rights (Streckennutzungsrechte) waren dabei die Züge der einen Division mit eigenem Rollmaterial und eigenem Personal auf der Strecke der jeweils anderen Division gleichsam zu Gast.
Im Rahmen des „Aktionsprogramms“ von 1968 plante die im gleichen Jahr gegründete Metropolitan Transportation Authority (MTA) zwar einzelne Erweiterungen auch bei der Division A, die aber aufgrund schwindender Finanzmittel nicht verwirklicht wurden.
Der bislang letzte Ausbau in der Division A war die Verlängerung der IRT Flushing Line zum Städtebau-Großprojekt Hudson Yards im Jahr 2015. Als Besonderheit wurde diese Verlängerung von der Stadt über die mit Steuerzuwachsdarlehen (Tax Increment Financing) ausgestattete Hudson Yards Infrastructure Corporation finanziert und als öffentlich-private Partnerschaft binnen neun Jahren umgesetzt.

## Strecken der Division A

### IRT Broadway– Seventh Avenue Line

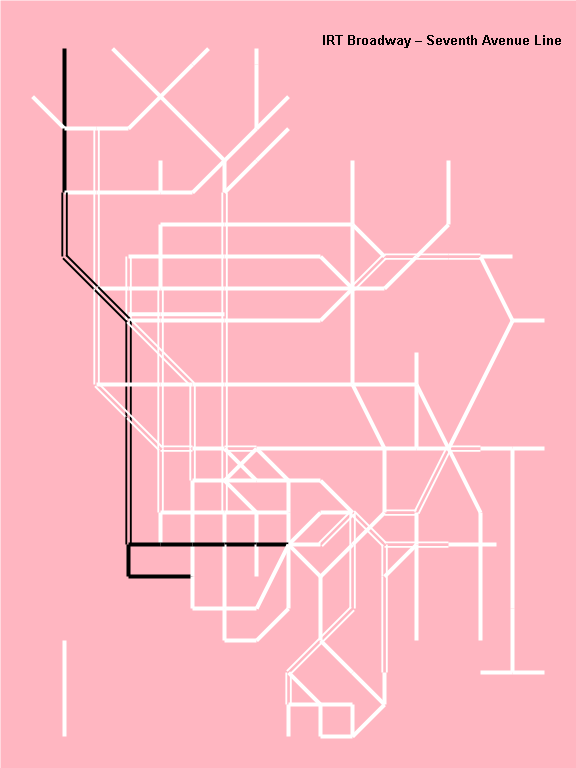
Broadway – Seventh Avenue Line

Die IRT Broadway – Seventh Avenue Line, auch als IRT West Side Line oder Seventh Avenue Line bezeichnet, ist eine der ältesten Strecken der New Yorker U-Bahn und eine der drei Stammstrecken der Division A. Der Teil nördlich der 42. Straße in Manhattan entstand als Teil der ersten U-Bahn der IRT und ging von 1904 bis 1908 in Betrieb. Der Teil in Manhattan südlich der 42. Straße und in Brooklyn entstand im Rahmen der Doppelverträge von 1913 und ging von 1917 bis 1919 in Betrieb.
Die Strecke verläuft unter Hauptstraßen wie dem Broadway, der Saint Nicholas Avenue, Seventh Avenue und Varick Street. Sie ist die ältere der zwei U-Bahn-Strecken westlich des Central Park; die jüngere ist die IND Eighth Avenue Line, die als unterirdischer Ersatz für die klassische Hochbahn IRT Ninth Avenue Line errichtet wurde.
Der Brooklyn-Ast der Strecke führt vom Verzweigungsbahnhof Chambers Street in Manhattan durch den Clark-Street-Tunnel unter dem East River zum Bahnhof Borough Hall in Brooklyn, wo er in die IRT Eastern Parkway Line mündet. Der South-Ferry-Ast führt ab Chambers Street zur Endstation South Ferry an der Südspitze Manhattans.
Von der Chambers Street führt die Strecke viergleisig entlang der Westseite Manhattans. Der Bahnhof 91st Street ist seit 1959 stillgelegt. Im Bahnhof 96th Street zweigen die Expressgleise ab und werden zur IRT Lenox Avenue Line nach Harlem.
Nach dem Abzweig der IRT Lenox Avenue Line werden die beiden Local-Gleise der Strecke, von der IRT als Broadway-Ast bezeichnet, zunächst wieder dreigleisig bis zum Bahnhof 157th Street, ab dort zweigleisig. Im Bereich des Bahnhofs an der 125. Straße in Manhattanville wird zwischen 122. Straße und 135. Straße auf einem Viadukt ein Tal überquert. Im U-Bahnhofskomplex 168th Street besteht eine Umsteigemöglichkeit zur IND Eighth Avenue Line, die dort den Streckenverlauf kreuzt. Der Bahnhof 191st Street wurde 1911 unter Washington Heights eröffnet und ist mit 55 Metern der tiefstgelegene der Stadt. Vor dem Bahnhof Dyckman Street fällt das Terrain ab, so dass die Strecke aus dem Fort-George-Hill-Tunnel auf eine Hochbahn wechselt, die hinter dem Bahnhof dreigleisig wird und dies bis kurz vor der Endstation Van Cortlandt Park–242nd Street bleibt. Sie überquert auf der oberen Ebene der Hubbrücke Broadway Bridge, mit dem Broadway auf der unteren Ebene, den Harlem River Ship Canal/Spuyten Duyvil Creek.
Beim Bau der Strecke entstand während der Verbreiterung der 7th Avenue das Kuriosum des Hess-Dreiecks.
| Linien auf der IRT Broadway–Seventh Avenue Line | Linien auf der IRT Broadway–Seventh Avenue Line | Linien auf der IRT Broadway–Seventh Avenue Line           |
| Linie                                           | Bedienung                                       | Nutzung der Strecke                                       |
| ----------------------------------------------- | ----------------------------------------------- | --------------------------------------------------------- |
|                                                 | Local                                           | ganze Länge einschließlich South-Ferry-Ast                |
|                                                 | Express, nachts als Local                       | von 96th Street bis Chambers Street, ab dort Brooklyn-Ast |
|                                                 | Express                                         | von 96th Street bis Chambers Street, ab dort Brooklyn-Ast |

### IRT Dyre Avenue Line

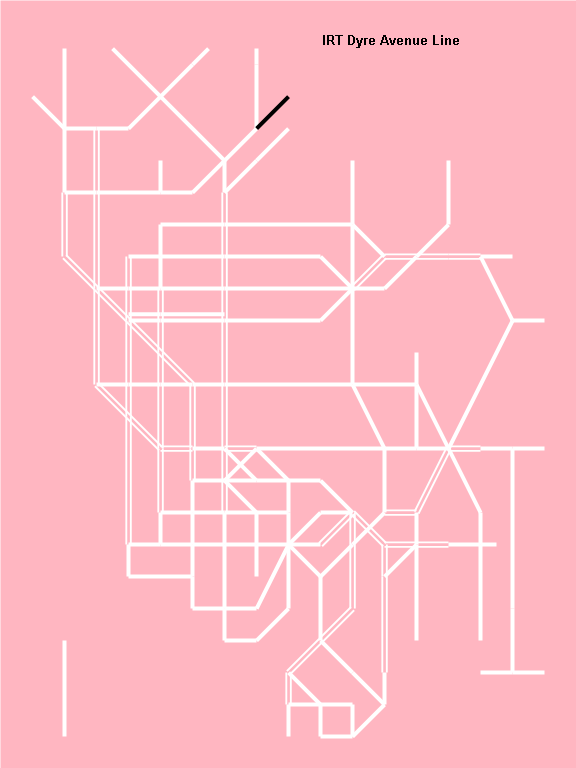
Dyre Avenue Line

Die IRT Dyre Avenue Line ist eine Zweigstrecke der New York City Subway im Nordostteil der Bronx. Sie verläuft vom Bahnhof East 180th Street bis zur Grenze mit der Nachbarstadt Mount Vernon. Die namensgebende Dyre Avenue ist eine Straße im Bereich der Endstation Eastchester–Dyre Avenue. Die Strecke ist 6,4 km lang und hat vier Zwischenstationen.
Die Dyre Avenue Line ist der letzte übrig gebliebene Abschnitt der ehemaligen New York, Westchester and Boston Railway (NYW&B), die von 1912 bis 1937 vom Harlem River bis in ländliche Regionen des Staates New York führte. Die private Eisenbahngesellschaft NYW&B scheiterte nach der Weltwirtschaftskrise, weil sich das Bevölkerungswachstum in den bedienten Gebieten als nicht so dynamisch herausstellte wie bei der Finanzierung erhofft. Die Strecke war elektrifiziert, technisch führend und in ihrem Kernbereich mit vier Gleisen (2× Express, 2× Local) ausgestattet, blieb aber im Verhältnis zu den Fahrgastzahlen weit überdimensioniert.
Das Board of Transportation der Stadt New York kaufte 1940 einen Teil der brach liegenden Strecke bis zur Stadtgrenze. Sie wurde ab 1941 als gänzlich eigenständige Strecke mit Fahrzeugen der IRT-Division und Personal der IND-Division betrieben und organisatorisch letzterer zugeordnet, da sie langfristig an die geplante IND Second Avenue Line angeschlossen werden sollte. Die Signaltechnik wurde von einem abgerissenen Abschnitt der klassischen Brooklyner Hochbahn BMT Fulton Street Line weiterverwendet. Eine Wiederinbetriebnahme bis zum Harlem River im Zusammenhang mit der IRT Pelham Line oder später der IND Second Avenue Line sowie über die Stadtgrenze hinweg ins Westchester County wäre technisch möglich gewesen, gelang aber politisch nicht.:197
Der Bahnhof East 180th Street der NYW&B liegt bis heute direkt neben dem Bahnhof der IRT White Plains Road Line. Er wurde zum Ausgangspunkt für die IRT Dyre Avenue Line, die ihn bis 1957 anfuhr. Fahrgäste mussten zwischen beiden Bahnhöfen umsteigen, wozu sie einen Papierbeleg erhielten, um ohne neuerliches Entrichten eines Fahrgelds den jeweils anderen Bahnhof betreten zu können. Eine höhenfreie Einfädelung in die White Plains Road Line ging 1957 in Betrieb, so dass seitdem beide Strecken die Bahnsteige der ehemaligen IRT bedienen. Das denkmalgeschützte, repräsentative Empfangsgebäude – wie alle der NYW&B entworfen von den Architekten Reed & Stem – dient als Haupteingang und beherbergt Büros der New York City Transit Authority.
In den Nachtstunden wird die Dyre Avenue Line, wie bereits von 1941 bis 1957 ganztägig, als Dyre-Avenue-Shuttle betrieben.
| Linie auf der IRT Dyre Avenue Line | Linie auf der IRT Dyre Avenue Line | Linie auf der IRT Dyre Avenue Line |
| Linie                              | Bedienung                          | Nutzung der Strecke                |
| ---------------------------------- | ---------------------------------- | ---------------------------------- |
|                                    | Local                              | ganze Länge                        |

### IRT Eastern Parkway Line

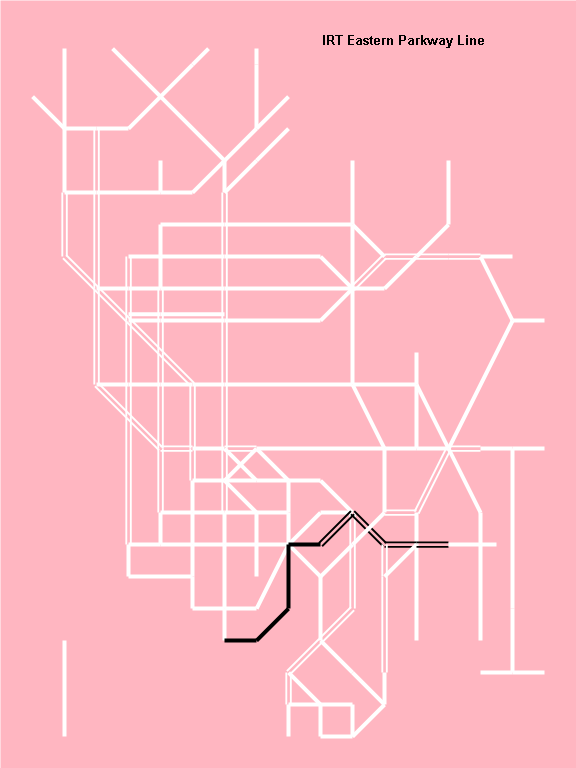
Eastern Parkway Line

Die IRT Eastern Parkway Line ist eine Hauptstrecke der New York City Subway in Brooklyn. Sie schließt in Downtown Brooklyn an die beiden aus Manhattan kommenden Äste der IRT Broadway – Seventh Avenue Line und der IRT Lexington Avenue Line an.
Die Strecke ist viergleisig und vollständig unterirdisch. Unter einem Abschnitt der Flatbush Avenue verläuft sie von südlich des U-Bahnhofs Atlantic Avenue–Barclays Center bis nördlich der Grand Army Plaza in einem gemeinsamen, sechsgleisigen Tunnelbauwerk mit der BMT Brighton Line. Unter einem Abschnitt der Eastern Parkway verlaufen ihre vier Gleise zwei Ebenen übereinander, wobei die Local-Gleise auf der Nordseite und die Express-Gleise auf der Südseite liegen.
Östlich des Bahnhofs Franklin Avenue–Medgar Evers College zweigt die IRT Nostrand Avenue Line ab. Die Anordnung der Gleise im unterirdischen Abzweig, bekannt als Rogers Junction, stellt einen Engpass dar, der über Brooklyn hinaus Einfluss auf die Leistungsfähigkeit der Strecken in der Division A hat.:27,235
Östlich des U-Bahnhofs Crown Heights–Utica Avenue endet die Eastern Parkway Line. Die anschließende IRT New Lots Line verlässt die Trasse unter der Eastern Parkway und ist als Hochbahn ausgeführt.
| Linien auf der IRT Eastern Parkway Line | Linien auf der IRT Eastern Parkway Line | Linien auf der IRT Eastern Parkway Line  |
| Linie                                   | Bedienung                               | Nutzung der Strecke                      |
| --------------------------------------- | --------------------------------------- | ---------------------------------------- |
|                                         | Local                                   | bis Franklin Avenue–Medgar Evers College |
|                                         | Local                                   | ganze Länge                              |
|                                         | Express                                 | ganze Länge                              |
|                                         | Express, nur tagsüber                   | bis Franklin Avenue–Medgar Evers College |

### IRT Flushing Line

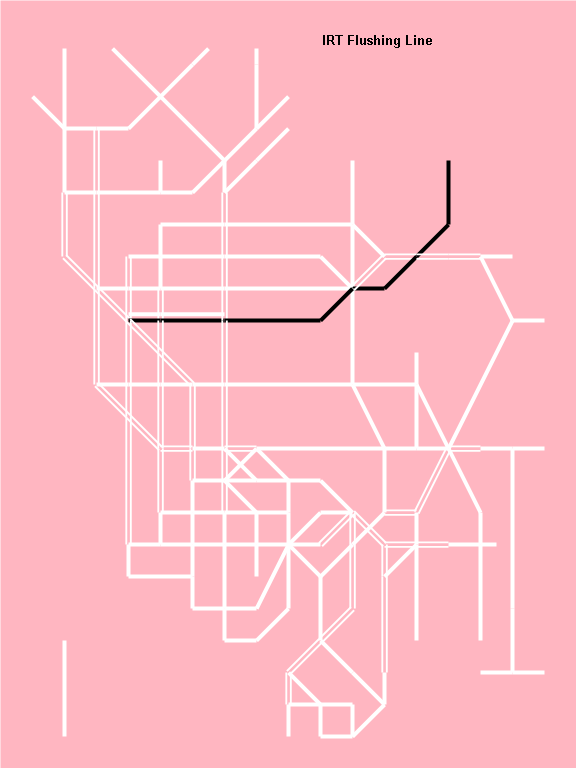
Flushing Line (stilisiert, Zustand vor Verlängerung nach Hudson Yards)

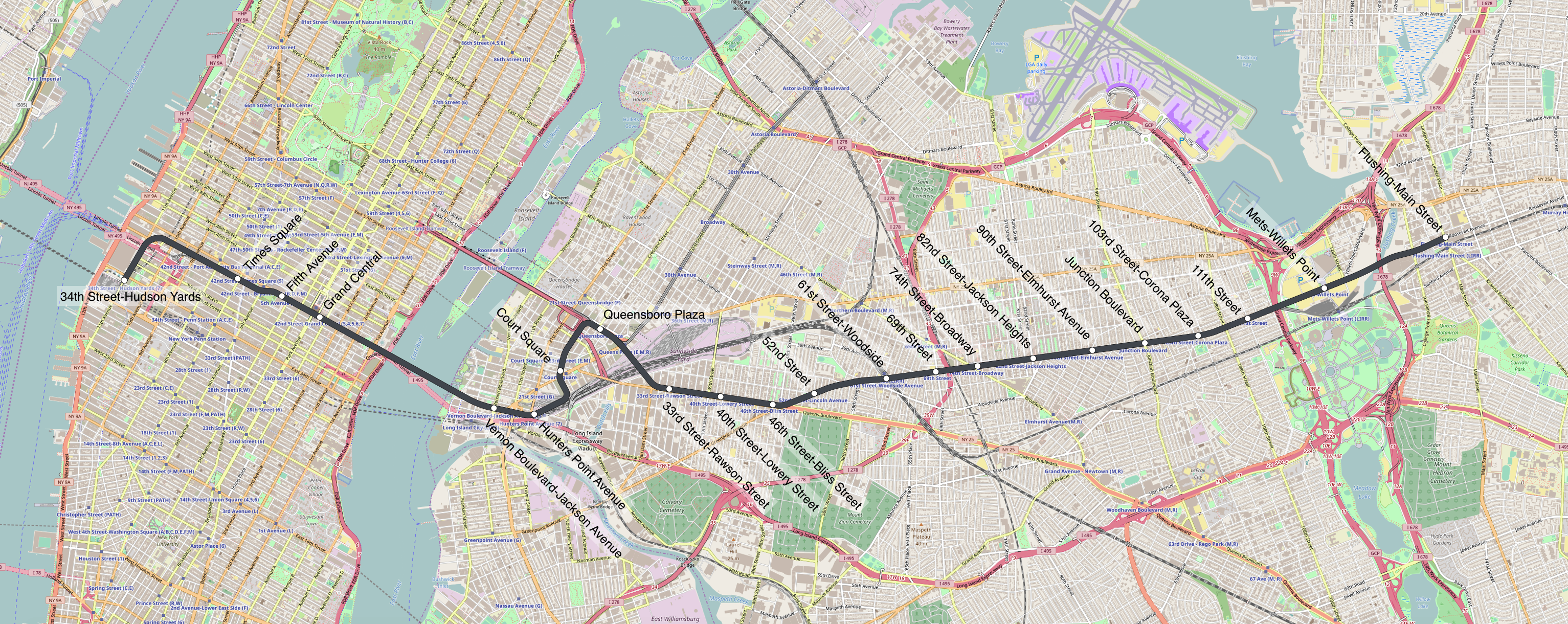
Flushing Line (geografisch, einschließlich Hudson Yards)

Die IRT Flushing Line ist eine der drei Stammstrecken der Division A der New York City Subway. Sie ist nach dem Stadtteil Flushing benannt und die einzige Strecke der Division A in Queens. Ihre Keimzelle ist der Steinway-Tunnel unter dem East River zwischen Manhattan und Queens. Dieser wurde im Rahmen der Doppelverträge im Jahr 1917 als Teil der IRT Queensboro Line in Betrieb genommen. Anfangs führte die Strecke vom U-Bahnhof Grand Central–42 Street durch den Steinway-Tunnel bis zum Bahnhof 103rd Street in Queens.
Die Strecke wurde an beiden Enden mehrmals verlängert. In Manhattan erreichte sie in Ergänzung zur IRT 42nd Street Line den U-Bahnhof Times Square im Jahr 1927, der Zwischenbahnhof 5th Avenue eröffnete bereits 1926. Die jüngste Verlängerung nach Hudson Yards und Chelsea wurde im Jahr 2015 eröffnet.
Der Abschnitt in Queens entstand im Zuge des Vertrags Nummer 3 der Doppelverträge, um den Nordteil des Stadtbezirks ausgehend vom Umsteigebahnhof Queensboro Plaza im Stadtteil Long Island City zu erschließen. Er wurde 1917 eröffnet und ab 1924, wie die gleichzeitig entstandene Astoria Line, gemeinsam von Zügen der IRT und der BMT befahren. Bis zur Eröffnung der Verlängerung nach Flushing im Jahr 1928 war die Strecke auch als Corona Line oder Woodside and Corona Line, nach den Stadtteilen Corona und Woodside in Queens, benannt.
Der kombinierte Betrieb durch IRT und BMT endete 1949. Seitdem heißt die Strecke auf ganzer Länge IRT Flushing Line. Sie ist mit dem Zugsicherungssystem CBTC ausgerüstet, das seit 2019 Zugfahrten im automatisierten Fahrbetrieb ermöglicht.
Der Bahnhof Mets–Willets Point am Rand des Flushing Meadows Corona Park wurde für die Weltausstellung New York World’s Fair 1939/40 erweitert und weist in der Gegenwart bei Veranstaltungen in den Sportstadien Citi Field und USTA Billie Jean King National Tennis Center punktuell hohes Fahrgastaufkommen auf.
| Linien auf der IRT Flushing Line | Linien auf der IRT Flushing Line             | Linien auf der IRT Flushing Line  |
| Linie                            | Bedienung                                    | Nutzung der Strecke               |
| -------------------------------- | -------------------------------------------- | --------------------------------- |
|                                  | Local                                        | ganze Länge                       |
|                                  | Express, nur im Berufsverkehr                | ganze Länge, in Lastrichtung      |
|                                  | Super-Express, nur nach Sportveranstaltungen | Mets–Willets Point nach Manhattan |

### IRT Jerome Avenue Line

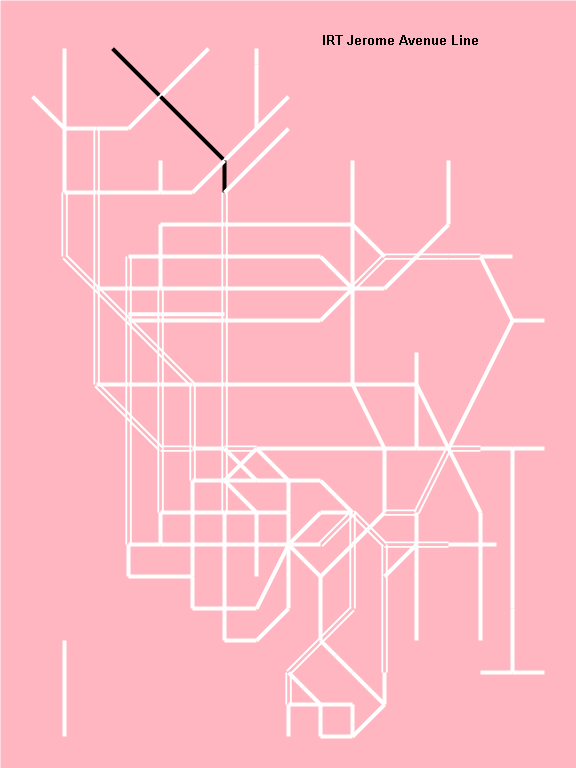
Jerome Avenue Line

Die IRT Jerome Avenue Line ist eine Zweigstrecke der New York City Subway in der Bronx. Sie wurde nach der Jahrhundertwende zur Anbindung des westlichen Teils der Bronx geplant und im Rahmen der Doppelverträge in den Jahren 1917 und 1918 eröffnet. Ihren Namen erhält sie von der nach Leonard Jerome benannten Jerome Avenue, einer für die Bronx zentralen Hauptstraßen, über der die Strecke in ihrem nördlichen Abschnitt als Hochbahn verläuft. Die Strecke ist auch bekannt als IRT Woodlawn Line nach der Endstation im Stadtviertel Woodlawn nahe dem Woodlawn-Friedhof.
Die Strecke beginnt im Anschluss an die IRT Lexington Avenue Line, die sich im Bereich des Bahnhofs 125th Street unterirdisch in die IRT Pelham Line und die IRT Jerome Avenue Line verzweigt. Vor dem Turmbahnhof 149th Street–Grand Concourse wechselt die Linie 5 mittels zweier S-förmig gewundener, nur mit 16 km/h (10 mph) befahrbarer Verbindungstunnel auf die ältere IRT White Plains Road Line und hält in deren Bahnhofsteil.
Auf dem Weg zum nachfolgenden Bahnhof 161st Street–Yankee Stadium, einem Turmbahnhof mit Umsteigemöglichkeit zur IND Concourse Line, wird die Strecke zu einer dreigleisigen Hochbahn und bleibt bis zum Ende eine solche. Der Hochbahn-Abschnitt wurde ab der Teileröffnung 1917 zunächst von Pendelzügen bedient, Umsteigebahnhof zur White Plains Road Line war 149th Street–Grand Concourse. Im Jahr 1918 wurde die IRT Ninth Avenue Line, eine klassische Hochbahn, aus Manhattan über die Harlem River Bridge in die Bronx verlängert und zwischen den Hochbahnhöfen 161st Street und 167th Street kreuzungsfrei in die IRT Jerome Avenue Line eingefädelt.
Nach Eröffnung des Tunnelanbindung 1919 fand ein gemeinsamer Betrieb von Hochbahnen der IRT Ninth Avenue Line und U-Bahnen der IRT Lexington Avenue Line statt. Die IRT Ninth Avenue Line wurde im Wesentlichen durch die IND Eighth Avenue Line und die IND Concourse Line ersetzt und 1940 im Großteil Manhattans stillgelegt. Ein Restsegment blieb bis 1958 als Polo-Grounds-Shuttle erhalten, der mit modifizierten U-Bahn-Wagen betrieben wurde und auf der Jerome Avenue Line zuletzt im Bahnhof 167th Street endete. Dieser Restbetrieb wurde 1958 eingestellt, nachdem der Verkehrsbedarf entfallen war.
| Linien auf der IRT Jerome Avenue Line | Linien auf der IRT Jerome Avenue Line | Linien auf der IRT Jerome Avenue Line |
| Linie                                 | Bedienung                             | Nutzung der Strecke                   |
| ------------------------------------- | ------------------------------------- | ------------------------------------- |
|                                       | Local                                 | ganze Länge                           |
|                                       | Local                                 | bis vor 149th Street–Grand Concourse  |

### IRT Lenox Avenue Line

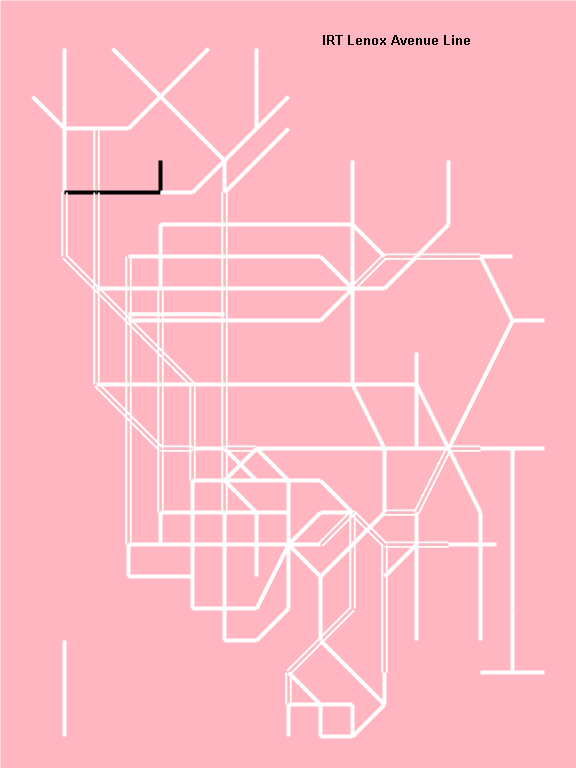
Lenox Avenue Line (stilisiert)

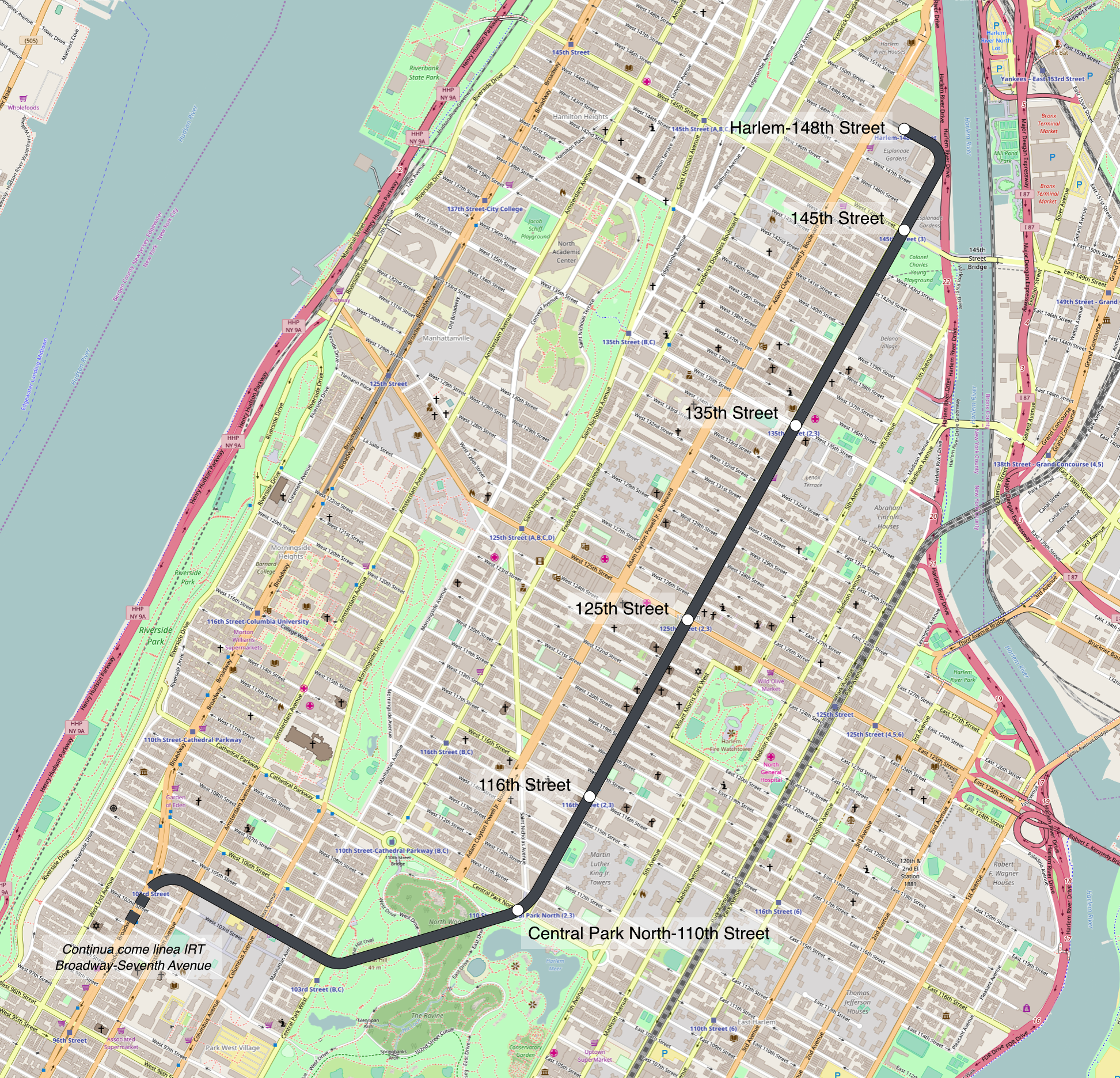
Lenox Avenue Line (geografisch)

Die IRT Lenox Avenue Line ist eine Hauptstrecke der New York City Subway in Manhattan. Sie ist ein Teil der 1904 eröffneten ersten U-Bahn der IRT.
Die Lenox Avenue Line ist zweigleisig und hat sechs Bahnhöfe. Sie fädelt im Bahnhof 96th Street aus der IRT Broadway – Seventh Avenue Line aus. Deren folgenden Bahnhof 103rd Street unterquert sie ebenso wie die IND Eighth Avenue Line und die Nordwestecke des Central Parks ohne Zwischenhalt. Ab der 110. Straße folgt sie der namensgebenden Lenox Avenue, auch Malcolm X Boulevard genannt, zum Ufer des Harlem River.
Diese Straße ist eine Hauptstraße Harlems mit Geschäftsvierteln und kulturellen Einrichtungen. Sie entspricht im 1811 festgelegten Straßenraster Manhattans der Fortsetzung der Sixth Avenue nördlich des Central Parks und trug zunächst diesen Namen. Im Jahr 1887 wurde die Straße nach James Lenox benannt und im Jahr 1987 gleichrangig nach Malcolm X.
Hinter dem Bahnhof 135th Street zweigt höhengleich die IRT White Plains Road Line ab und führt unter dem Harlem River in die Bronx hinein.
Am Ende der Lenox Avenue Line legte die IRT ihren Lenox Yard oder Lenox Avenue Yard an, den Betriebshof mit Hauptwerkstatt und 33 Abstellgleisen für die erste U-Bahnstrecke. Bis 1968 war der Bahnhof 145th Street die Endstation für diejenigen Züge, die nicht auf der IRT White Plains Road Line weiterfuhren. Dahinter führte die Betriebsstrecke zum Betriebshof. Aufgrund des nahen Harlem River und von Weichenverbindungen lassen sich die Bahnsteige an der 145th Street nicht auf die volle Zuglänge ausbauen. Die Strecke endet seit 1968 in einem neuen Bahnhof Harlem–148th Street, anfangs als 148th Street–Lenox Terminal und ähnlich bezeichnet, auf dem Gelände des Betriebshofs, der im gleichen Zeitraum erheblich verkleinert wurde. Der Bahnhof 145th Street sollte aufgegeben werden, wurde jedoch auf Wunsch der Anwohnerschaft trotz der zu kurzen Bahnsteige beibehalten, wobei in Richtung der Endstation nur der Ausstieg gestattet ist.
Vermutlich seit dem Bau der IRT White Plains Road Line fuhr ab dem Bahnhof 135th Street auf der Stichstrecke zu den Zeiten, an denen die Linie 3 dort nicht fuhr, der Lenox-Terminal-Shuttle. Dieser wurde in der zweiten Hälfte des 20. Jahrhunderts entweder als Shuttlelinie oder als Teil der Linie 3 gekennzeichnet und von 1995 bis 2008 aus Kostengründen durch einen Bus ersetzt.
| Linien auf der IRT Lenox Avenue Line | Linien auf der IRT Lenox Avenue Line | Linien auf der IRT Lenox Avenue Line |
| Linie                                | Bedienung                            | Nutzung der Strecke                  |
| ------------------------------------ | ------------------------------------ | ------------------------------------ |
|                                      | hält überall                         | bis 135th Street                     |
|                                      | hält überall                         | ganze Länge                          |

### IRT Lexington Avenue Line

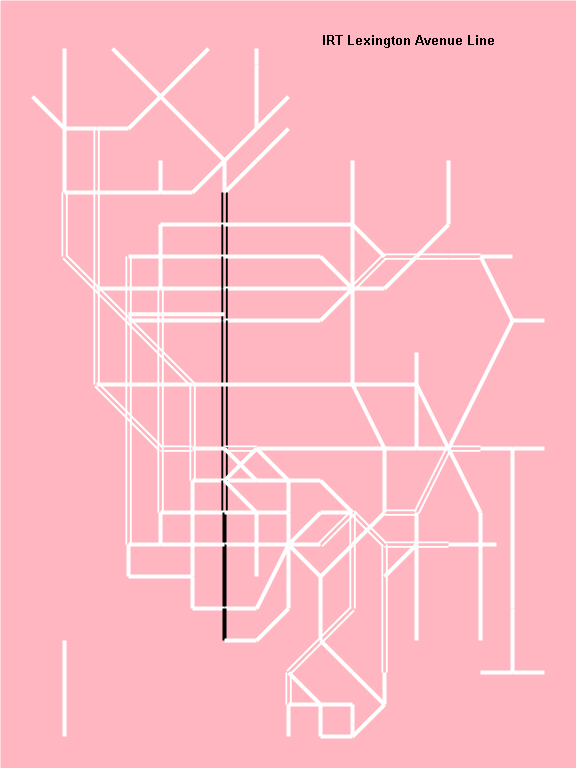
Lexington Avenue Line (stilisiert)

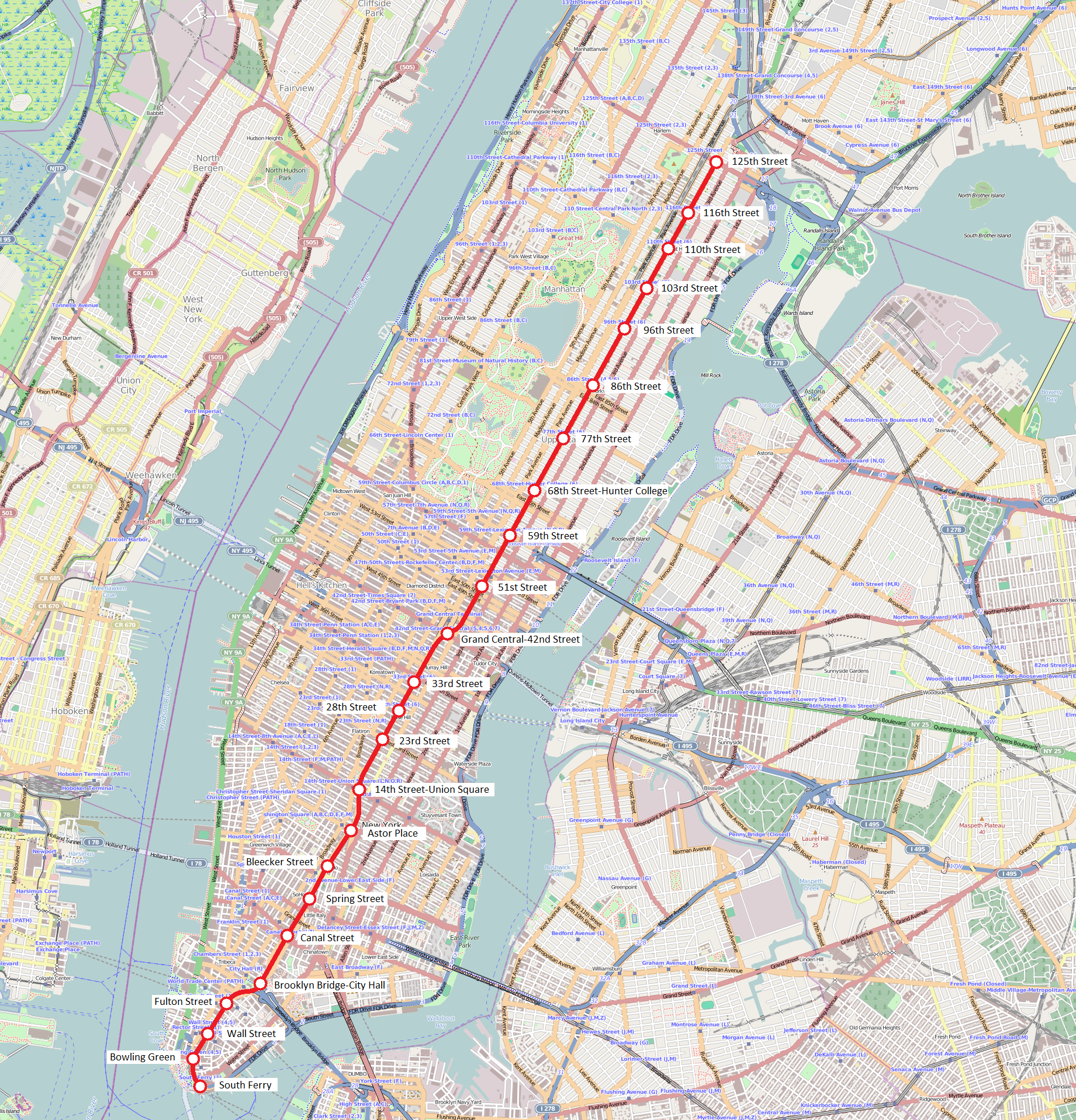
Lexington Avenue Line (geografisch)

Die IRT Lexington Avenue Line in Manhattan ist eine der ältesten Strecken der New Yorker U-Bahn und eine der drei Stammstrecken der Division A. Sie ist auch als IRT East Side Line bekannt und die einzige durchgehende U-Bahn-Strecke östlich des Central Park; die Second Avenue Subway wurde seit 1919 als zweite durchgehende östliche Verbindung geplant, aber nicht verwirklicht. Die „Lex Line“ war lange Zeit die am stärksten ausgelastete U-Bahn-Strecke der Vereinigten Staaten und hatte 2016 mit rund 1,3 Millionen mehr Fahrgäste pro Tag als etwa die gesamte Metro von Washington, D.C.
Die Lexington Avenue Line führt vom Bahnhof 125th Street in Harlem unweit des Harlem River zum Bahnhof Bowling Green an der Südspitze Manhattans und durchquert dabei Stadtviertel wie die Upper East Side und East Midtown. Der Teil südlich der 42. Straße in Manhattan entstand als Teil der ersten U-Bahn der IRT und ging 1904 und 1905 in Betrieb. Der Teil nördlich der 42. Straße entstand im Rahmen der Doppelverträge von 1913 und ging 1918 in Betrieb. Im Bahnhof Grand Central–42 Street besteht Übergang zur IRT 42nd Street Line und zur IRT Flushing Line.
Der älteste Teil der Lexington Avenue Line weist mit den ehemaligen Bahnhöfen 18th Street, Worth Street, City Hall und South Ferry eine bemerkenswerte Anzahl an verlassenen Stationen auf. Sie zeugen zusammen mit nicht mehr genutzten Bahnsteigkanten in den Bahnhöfen 14th Street–Union Square, Brooklyn Bridge und Bowling Green von den vielfältigen betrieblichen Anpassungen, die seit der ursprünglichen Planung dieses Streckenabschnitts nötig wurden.
Nördlich des Bahnhofs 125th Street schließen die IRT Pelham Line und die IRT Jerome Avenue Line an. Die IRT White Plains Road Line wird mittelbar über eine S-förmige Verbindungskurve von der Jerome Avenue Line aus erreicht. Südlich führt die Strecke durch den Joralemon-Street-Tunnel unter dem East River nach Brooklyn und geht dort in die IRT Eastern Parkway Line über.
| Linien auf der IRT Lexington Avenue Line | Linien auf der IRT Lexington Avenue Line | Linien auf der IRT Lexington Avenue Line   |
| Linie                                    | Bedienung                                | Nutzung der Strecke                        |
| ---------------------------------------- | ---------------------------------------- | ------------------------------------------ |
|                                          | Local oder Express                       | ganze Länge                                |
|                                          | Express                                  | ganze Länge                                |
|                                          | Local                                    | Brooklyn Bridge–City Hall bis 125th Street |

### IRT New Lots Line

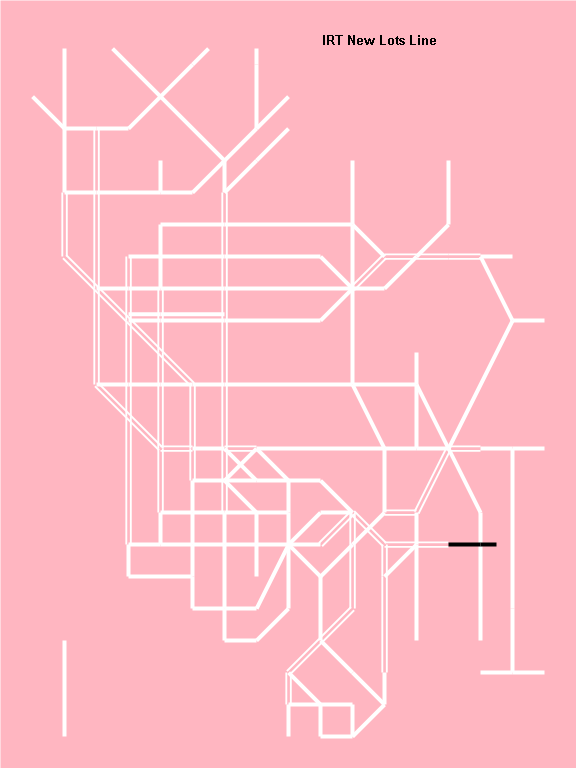
New Lots Line

Die IRT New Lots Line, auch bezeichnet als IRT Livonia Avenue Line, ist eine Zweigstrecke der New York City Subway in Brooklyn. Sie schließt an den U-Bahnhof Crown Heights–Utica Avenue und das Tunnelportal der IRT Eastern Parkway Line an und wurde auf ganzer Länge als Hochbahn ausgeführt. Sie entstand im Rahmen der Doppelverträge, hat fünf Bahnhöfe, die im Jahr 1920 in Betrieb gingen, und zwei, die im Jahr 1922 in Betrieb gingen.
Die Strecke folgt zum Teil der Livonia Avenue und bedient die Stadtteile Crown Heights, Brownsville und East New York. Ihren Namen erhielt sie von dem Stadtviertel New Lots, dessen Name so viel wie „Neue Parzellen“ bedeutet und sich auf eine östliche Erweiterung der damaligen Kleinstadt Flatbush im 17. Jahrhundert bezieht.
| Linien auf der IRT New Lots Line | Linien auf der IRT New Lots Line | Linien auf der IRT New Lots Line                    |
| Linie                            | Bedienung                        | Nutzung der Strecke                                 |
| -------------------------------- | -------------------------------- | --------------------------------------------------- |
|                                  | hält überall                     | ganze Länge, nicht Nachtstunden                     |
|                                  | halten überall                   | ganze Länge, einzelne Fahrten oder nur Nachtstunden |

### IRT Nostrand Avenue Line

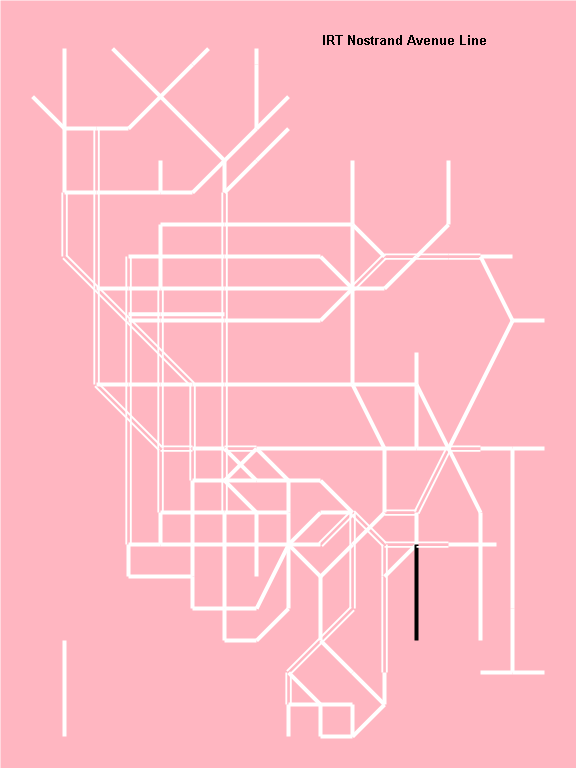
Nostrand Avenue Line

Die IRT Nostrand Avenue Line, auch bezeichnet als IRT Flatbush Avenue Line, ist eine Zweigstrecke der New York City Subway in Brooklyn. Sie zweigt in Rogers Junction östlich des U-Bahnhofs Franklin Avenue–Medgar Evers College von der IRT Eastern Parkway Line ab. Sie entstand im Rahmen der Doppelverträge und wurde 1920 eröffnet. Mit ihren sieben Bahnhöfen verläuft sie vollständig unterirdisch. Der Endbahnhof heißt Flatbush Avenue–Brooklyn College und ist seit Bestehen der Strecke ihr am stärksten genutzter Bahnhof. Sie bedient Stadtteile wie Crown Heights, Prospect Lefferts Gardens, Flatbush und East Flatbush.
| Linien auf der IRT Nostrand Avenue Line | Linien auf der IRT Nostrand Avenue Line | Linien auf der IRT Nostrand Avenue Line |
| Linie                                   | Bedienung                               | Nutzung der Strecke                     |
| --------------------------------------- | --------------------------------------- | --------------------------------------- |
|                                         | hält überall                            | ganze Länge                             |
|                                         | hält überall                            | ganze Länge, nicht Nachtstunden         |

### IRT Pelham Line

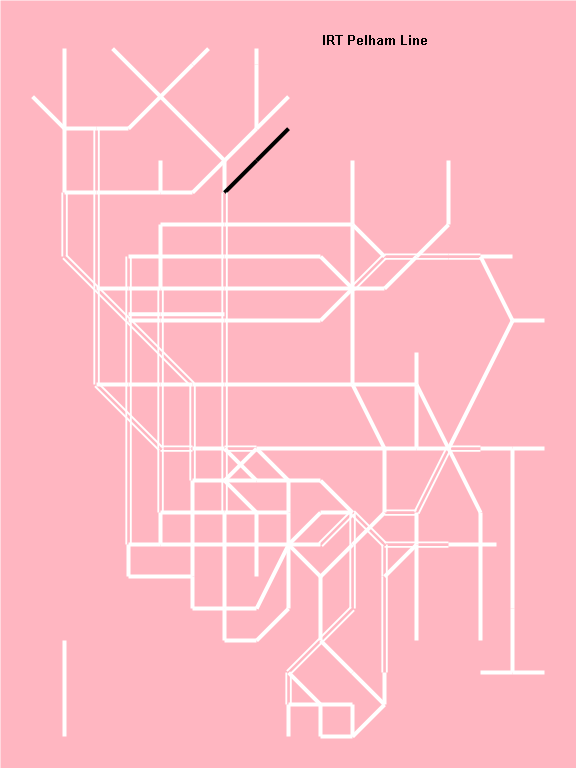
Pelham Line

Die IRT Pelham Line ist eine Zweigstrecke der New York City Subway in der Bronx in Verlängerung der IRT Lexington Avenue Line. Sie wurde im Rahmen der Doppelverträge in den Jahren 1918 bis 1920 gebaut. Benannt ist sie nach dem Pelham Bay Park, der größten städtischen New Yorker Grünanlage, am Meeresarm von Pelham.
Die Strecke beginnt im Anschluss an die Lexington Avenue Line, die sich im Bereich des Bahnhofs 125th Street unterirdisch in die Pelham Line und die IRT Jerome Avenue Line verzweigt. Ihr erster und ältester Bahnhof heißt Third Avenue–138th Street. Ab einem Punkt nördlich des Bahnhofs Hunts Point Avenue verläuft die Strecke als Hochbahn.
Der Endbahnhof Pelham Bay Park kann die Zugdichte im Berufsverkehr nicht aufnehmen, daher endet zu diesen Zeiten die Stammlinie (6) vorzeitig im Bahnhof Parkchester, während nur die Expresslinie <6> den Rest der Strecke bis Pelham Bay Park bedient.
Im Rahmen des „Aktionsprogramms“ von 1968 wurde eine Verlängerung nach Co-op City mit einem leistungsfähigen Endbahnhof geplant, aber nicht verwirklicht.
| Linien auf der IRT Pelham Line | Linien auf der IRT Pelham Line          | Linien auf der IRT Pelham Line                      |
| Linie                          | Bedienung                               | Nutzung der Strecke                                 |
| ------------------------------ | --------------------------------------- | --------------------------------------------------- |
|                                | Local                                   | ganze Strecke, im Berufsverkehr nur bis Parkchester |
|                                | Express und Local, nur im Berufsverkehr | Express bis Parkchester, Local bis Pelham Bay Park  |

### IRT White Plains Road Line

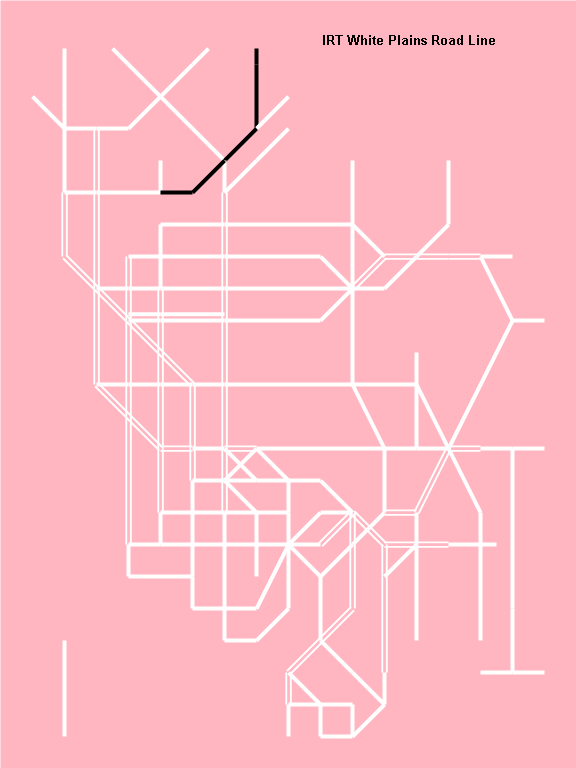
White Plains Road Line (stilisiert)

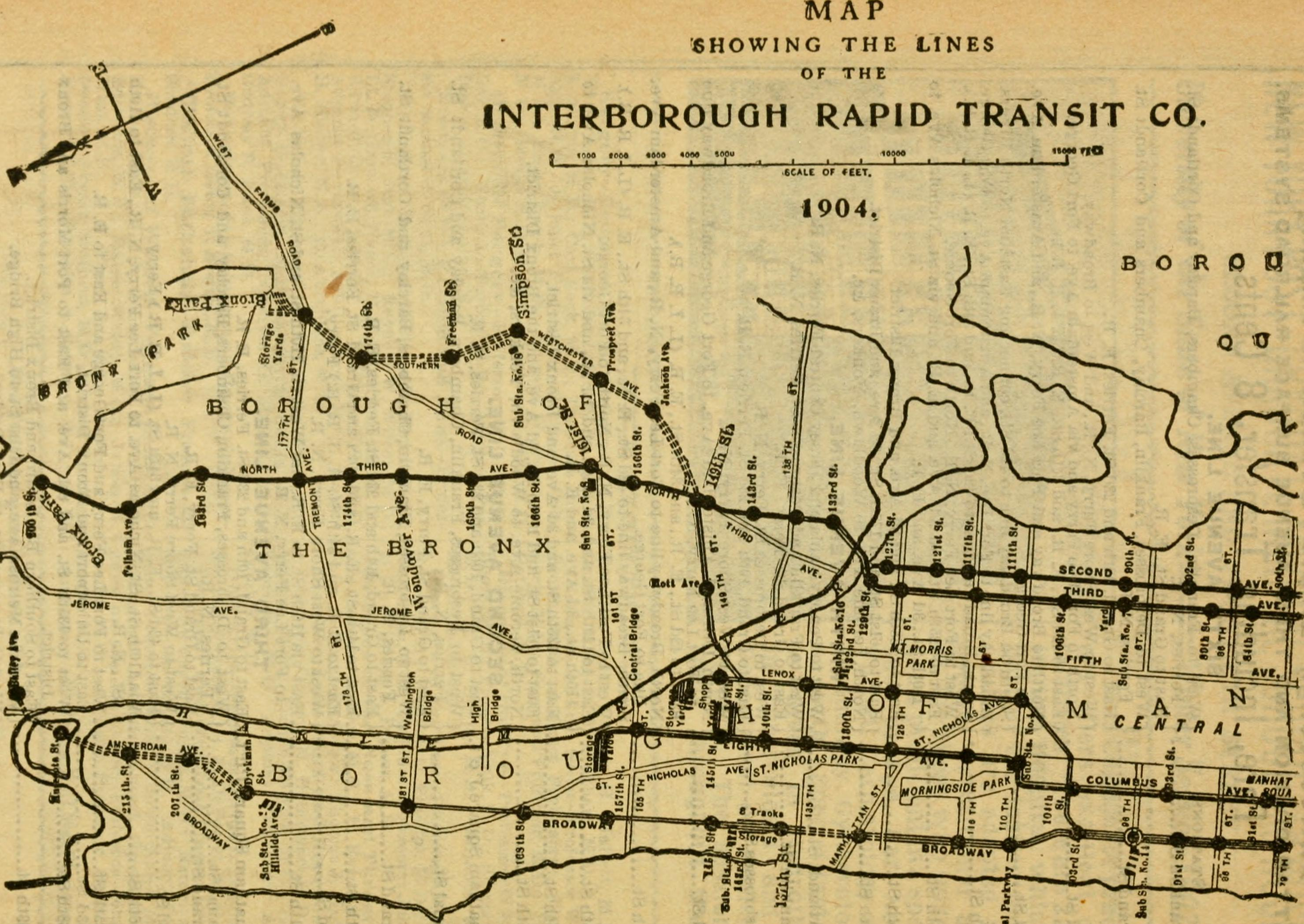
Karte mit IRT-Strecken in der Bronx und Upper Manhattan 1904. Oben, gestrichelt, die Westchester Avenue Line zur Endstation Bronx Park.

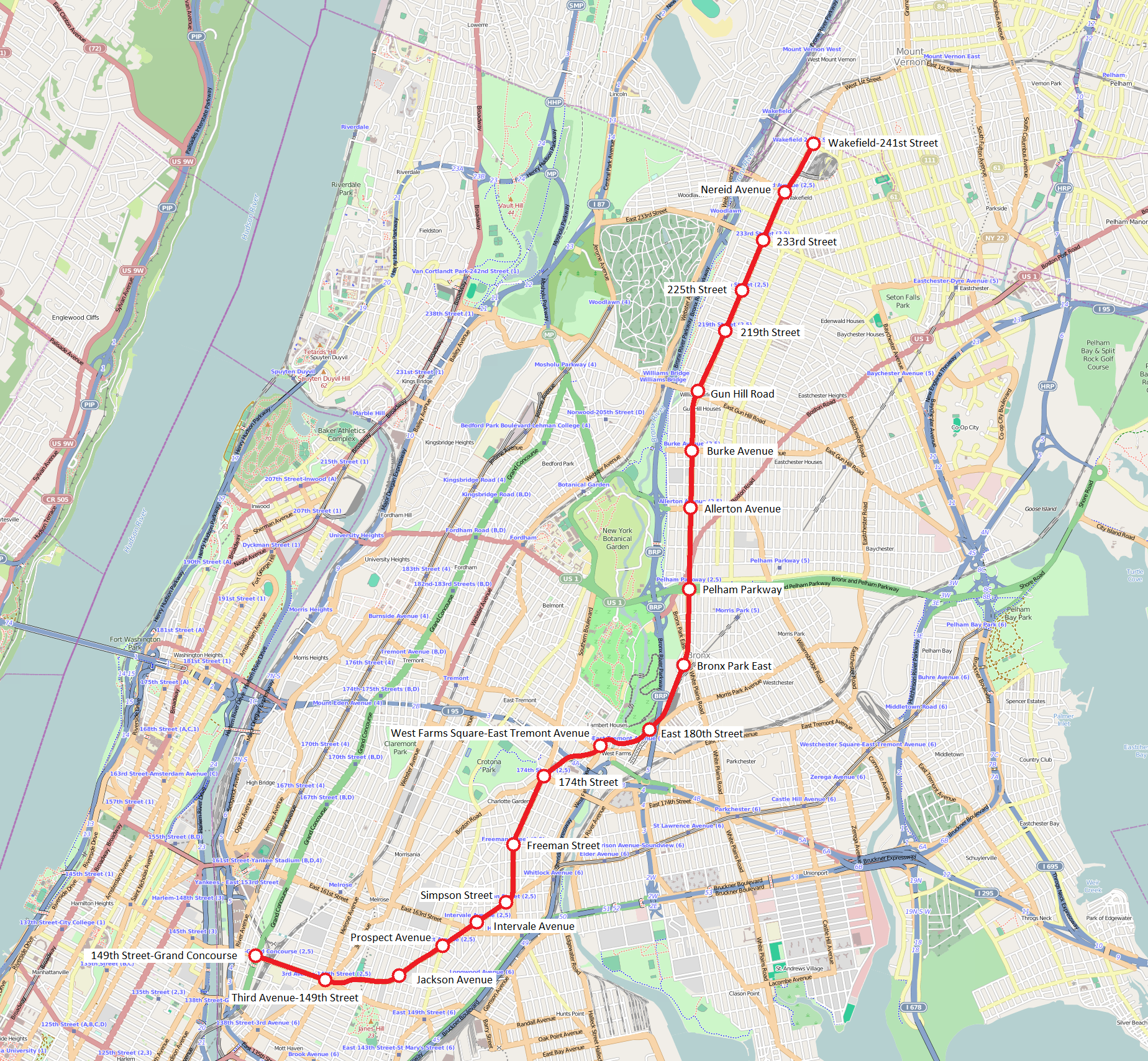
White Plains Road Line (geografisch)

Die IRT White Plains Road Line ist eine Hauptstrecke der New York City Subway in der Bronx. Sie ist benannt nach der Hauptstraße White Plains Road, die in Richtung der Stadt White Plains (New York) führt.

#### Südteil
Der ältere Südteil wurde unter dem Vertrag Nummer 1 gebaut. Er wurde nach dem Stadtviertel West Farms als West Farms Division bezeichnet, oder als Westchester Avenue Line nach einer in Ost-West-Richtung durch die Bronx verlaufenden Hauptstraße.
Von der IRT Lenox Avenue Line unter dem Harlem River hindurch kommend reicht der U-Bahn-Tunnel bis zum Bahnhof Third Avenue–149th Street. Der Tunnel wurde im Jahr 1905 eröffnet.
Dahinter wechselt die Strecke auf eine dreigleisige Hochbahn. Die IRT eröffnete diese bereits 1904, ein halbes Jahr vor dem Tunnel. Dazu baute sie am Bahnhof Third Avenue–149th Street eine kurze Verbindungsstrecke zur bereits vorhandenen Hochbahn IRT Third Avenue Line und so mittelbar auch der IRT Second Avenue Line.
Der erste Vorlaufbetrieb mit den leichteren Hochbahnwagen endete mit Inbetriebnahme des U-Bahn-Tunnels. Ab 1907 fuhren wieder Hochbahnwagen im Berufsverkehr von der IRT Second Avenue Line auf die West Farms Division.
Endbahnhof der West Farms Division war der Bahnhof 181st Street–Bronx Park, der am Südrand des Bronx Zoo an der 181. Straße lag. Man hatte vorgesehen, die Strecke durch den Bronx Park zu führen, konnte sich mit diesem Plan aber politisch nicht durchsetzen. Überdies gab es Beschwerden über die Nähe des Endbahnhofs zum Zoo, und so wurde 1910 als Ersatz der Bahnhof 180th Street–Bronx Park an der 180. Straße eröffnet und der Bahnhof 181. Straße mit dem bisherigen Endstück der Hochbahn abgerissen. Ebenfalls im Jahr 1910 wurde der Zwischenbahnhof Intervale Avenue nachträglich eingefügt.

#### Nordteil
Unter dem Vertrag Nummer 3 der Doppelverträge von 1913 entstand eine neue Strecke, die östlich um den Bronx Park herum führt. Am Anfang hieß nur diese Verlängerung White Plains Road Line. Sie verläuft als Hochbahn über der namensgebenden Hauptstraße. 1917 ging sie bis zum Bahnhof 238th Street–Nereid Avenue in Betrieb und ab 1920 zum heutigen Endbahnhof Wakefield–241st Street nahe der Stadtgrenze.
Die neue Strecke zweigte von dem älteren Südteil vor dessen Endbahnhof 180th Street–Bronx Park ab. Damit wurde das kurze Endstück der älteren Strecke entbehrlich.
Direkt neben dem neuen IRT-Bahnhof East 180th Street entstand im gleichen Zeitraum der Bahnhof East 180th Street der New York, Westchester and Boston Railway (NYW&B). Dieser wurde 1940 zum Endbahnhof der IRT Dyre Avenue Line, so dass Fahrgäste dort ohne Aufpreis in den neuen Dyre-Avenue-Shuttle umsteigen konnten.
Seit 1957, nach Bau einer höhenfreien Einfädelung, wird die Dyre Avenue Line von der IRT White Plains Road aus befahren. Zu Beginn der dafür nötigen Umbauten wurde 1952 die überflüssige Stichstrecke der Westchester Avenue Line mitsamt dem Bahnhof 180th Street–Bronx Park stillgelegt und bald darauf abgebrochen.
Im Rahmen des Vertrags Nummer 3 wurde auch der U-Bahnhof 149th Street-Grand Concourse zu einem Turmbahnhof ausgebaut. Dazu wurde der Deckel auf dem unterirdisch in offener Bauweise errichteten Bahnhof der Westchester Avenue Line geöffnet, ein neuer oberer Bahnhofsteil für die IRT Jerome Avenue Line hinzugefügt und die Verbindungskurve für die heutige Linie 5 eingeführt. Seitdem ist die White Plains Road Line die einzige Strecke in der Bronx, auf der Züge der westlichen wie auch der östlichen IRT-Stammstrecke fahren.
| Linien auf der IRT White Plains Road Line | Linien auf der IRT White Plains Road Line | Linien auf der IRT White Plains Road Line      |
| Linie                                     | Bedienung                                 | Nutzung der Strecke                            |
| ----------------------------------------- | ----------------------------------------- | ---------------------------------------------- |
|                                           | Local                                     | ganze Länge                                    |
|                                           | Local oder Express                        | Nereid Avenue bis 149th Street–Grand Concourse |

### IRT 42nd Street Line
Die IRT 42nd Street Line ist die kürzeste Strecke der New York City Subway. Sie verläuft in Manhattan unter der 42. Straße zwischen der 4th Avenue und der 7th Avenue und verbindet die U-Bahnhofskomplexe Grand Central–42 Street am Grand Central Terminal und Times Square–42 Street/Port Authority Bus Terminal am Times Square. Sie besteht aus zwei einzelnen, nicht miteinander verbundenen Gleisen für je einen Pendelzug.
| Linie auf der 42nd Street Line | Linie auf der 42nd Street Line | Linie auf der 42nd Street Line |
| Linie                          | Bedienung                      | Nutzung der Strecke            |
| ------------------------------ | ------------------------------ | ------------------------------ |
|                                | Pendelverkehr                  | ganze Länge                    |

## Sonstige Strecken

### IRT Astoria Line

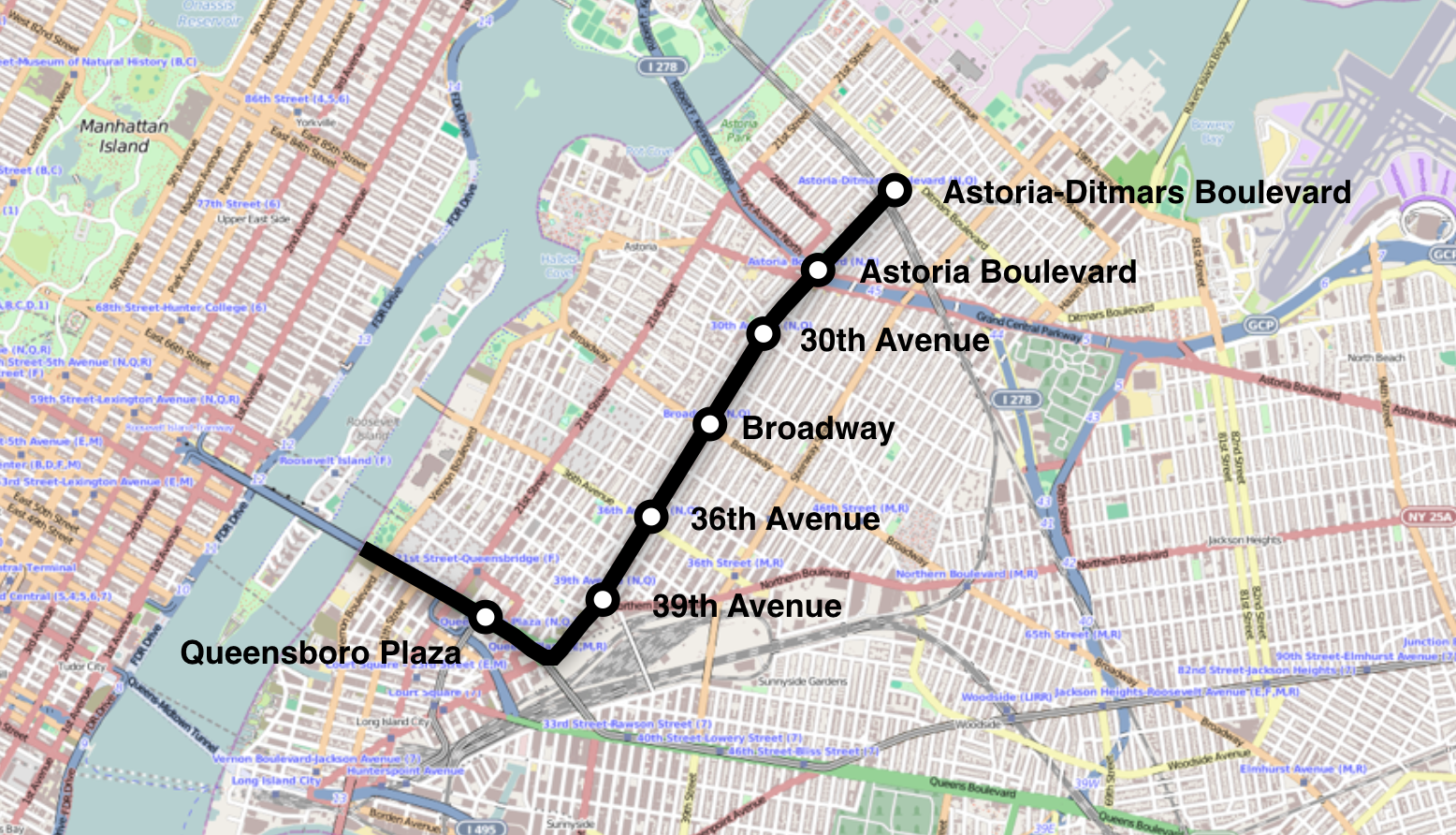
Astoria Line (geografisch)

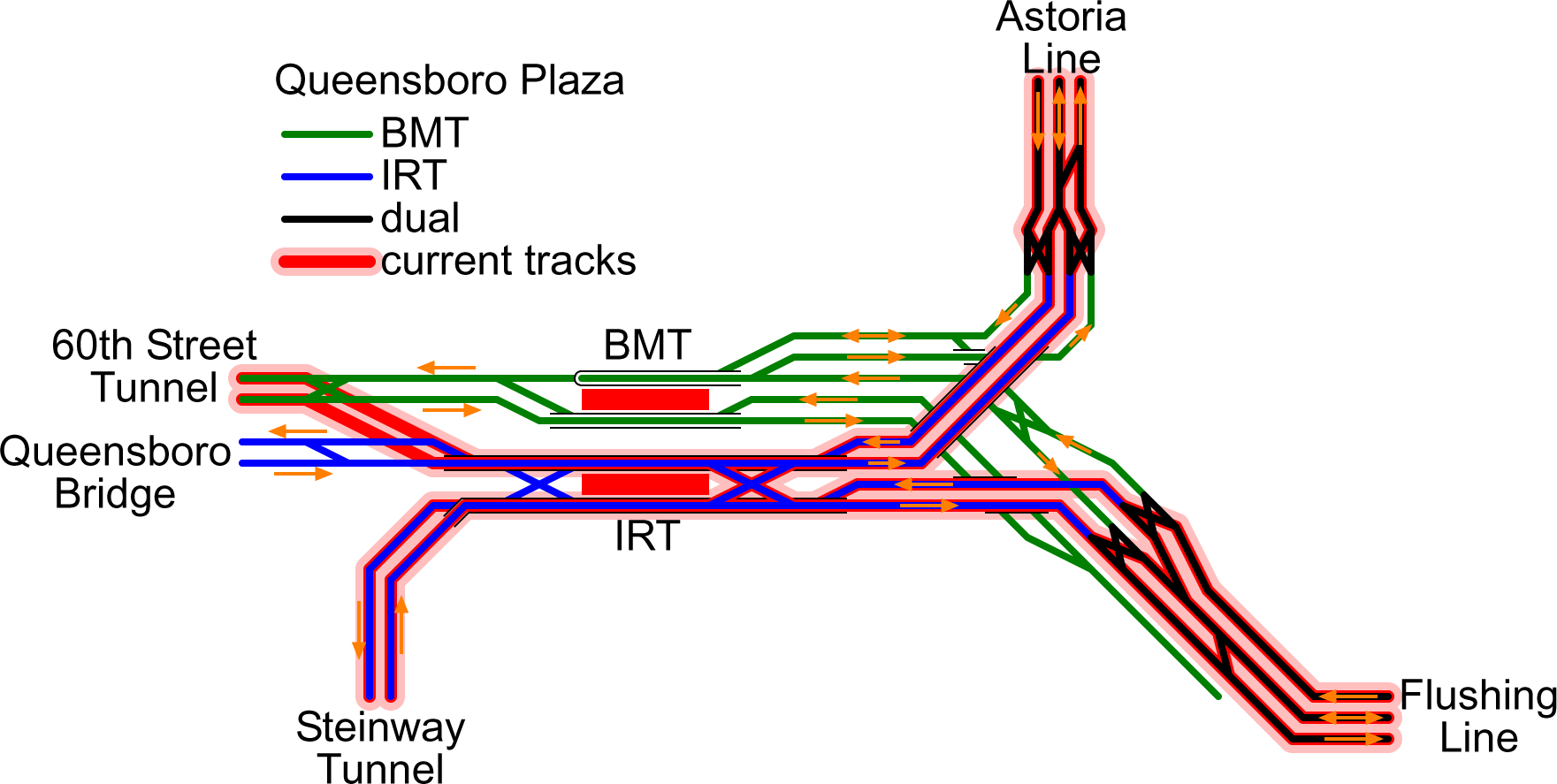
Gleisplan des 1917 eröffneten Bahnhofs Queensboro Plaza im Jahr 1920. Rot hinterlegt ist der heutige Zustand.

Die IRT Astoria Line wurde nach dem Stadtteil Astoria in Queens benannt. Sie entstand im Zuge des Vertrags Nummer 3 der Doppelverträge, um den Nordteil Queens’ ausgehend vom Umsteigebahnhof Queensboro Plaza zu erschließen. Sie wurde 1917 eröffnet und zunächst nur von den U-Bahn-Zügen der IRT befahren, die aus Manhattan kommend den East River im Steinway-Tunnel der heutigen IRT Flushing Line unterqueren. Ab etwa 1920 kamen die schmalprofiligen Hochbahnwagen von der IRT Second Avenue Line hinzu, die den East River auf der Queensboro Bridge überquerten.
Mit Eröffnung des 60th-Street-Tunnels gelangten auch die breitprofiligen U-Bahnwagen der BRT – ab 1923 die BMT – von der BMT Broadway Line nach Queensboro Plaza, wo sie im Bahnhofsteil der BMT endeten. Die New Yorker U-Bahnen wurden 1940 vereinigt und die IRT Second Avenue Line zur Queensboro Bridge 1942 stillgelegt. Der nördliche, bis dahin von der BMT genutzte Teil des Bahnhofs Queensboro Plaza wurde 1940 geschlossen und 1962 abgerissen. Seitdem wird nur der südliche Teil des Bahnhofs betrieben. Er hat vier Gleise auf zwei Ebenen übereinander, wobei Mittelbahnsteige richtungsgleiches Umsteigen ermöglichen. Die Bahnsteigkanten entlang der Astoria Line wurden 1949 umgebaut und der Verkehr seitdem ausschließlich mit U-Bahnwagen der BMT durchgeführt. Die Strecke wurde auf diese Weise zur BMT Astoria Line.

### IRT Third Avenue Line

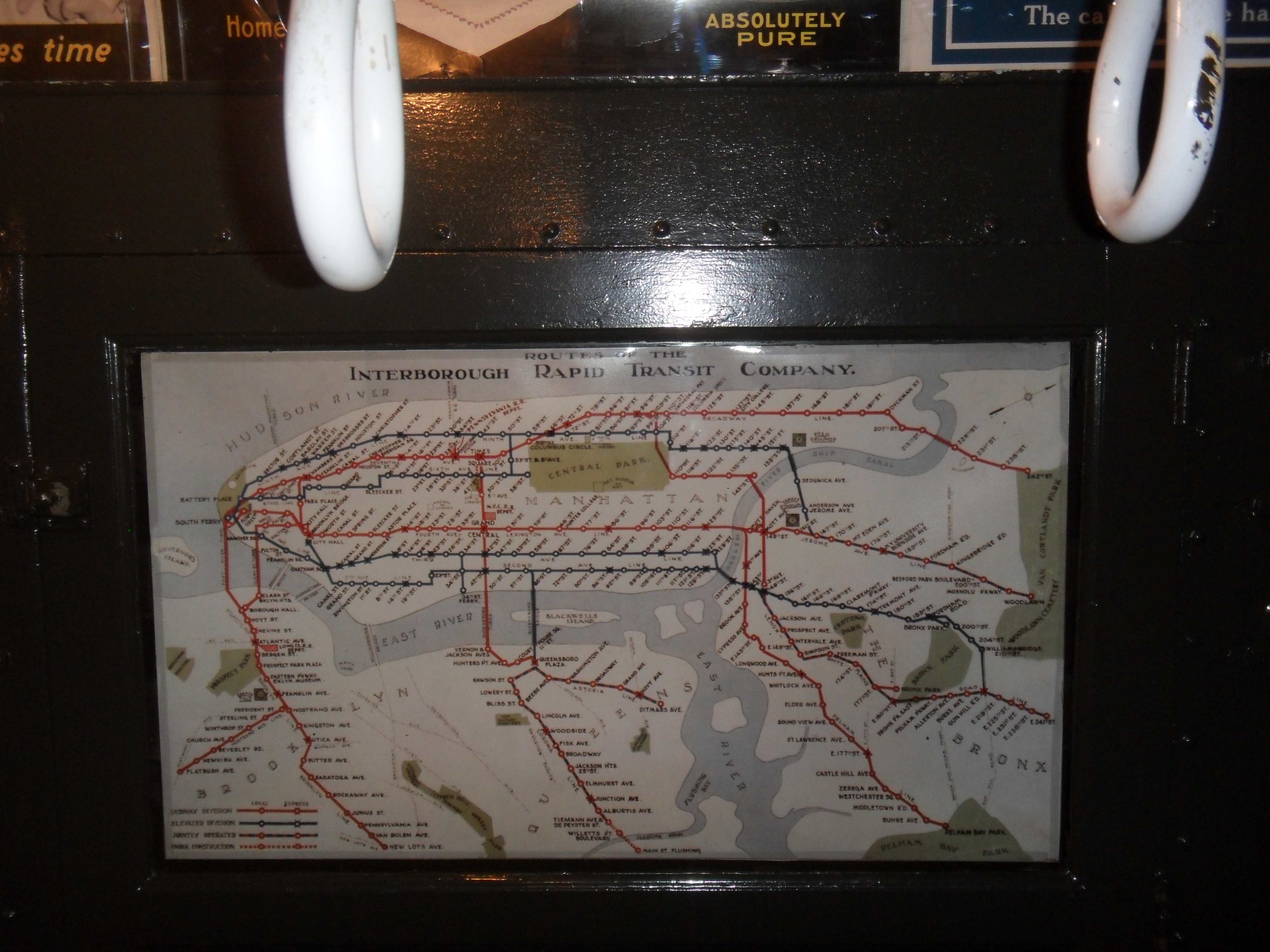
Karte des U-Bahn- und Hochbahnnetzes der IRT, ausgestellt im Transit Museum

Die IRT Third Avenue Line war die letzte klassische Hochbahnstrecke der New Yorker U-Bahn sowohl in Manhattan, wo sie 1955 stillgelegt wurde, als auch der Bronx, wo sie 1973 stillgelegt wurde.
Die Strecke wurde in Manhattan von 1875 bis 1878 gebaut, 1896 begann der durchgehende Verkehr von Manhattan in die Bronx. Die IRT pachtete die Strecke im Jahr 1902, also nach Baubeginn, aber noch vor Eröffnung der ersten U-Bahn.
Im Rahmen der Doppelverträge wurde die Strecke dreigleisig ausgebaut und 1920 um vier Bahnhöfe zum Umsteigebahnhof Gun Hill Road an der IRT White Plains Road Line verlängert. Dabei wurde der bisherige Endbahnhof Bronx Park Terminal umgangen, der den namensgebenden Park auf der Seite des New York Botanical Garden erschloss. Bronx Park Terminal lag somit am Ende einer kurzen Stichstrecke, die bis 1948 rund um die Uhr und bis zur Stilllegung 1951 nur tagsüber bedient wurde. Diese Situation ähnelte der des Hochbahnhofs mit gleichem Namen der IRT White Plains Road Line, der am entgegengesetzten Ende der Parkanlage im Bereich des Bronx Zoo lag und 1952 abgerissen wurde.

An der 150. Straße gab es 1904 bis 1951 einen Hochbahn-Abzweig als Verbindung von Third Avenue Line zur Westchester Avenue Line. Hier abgebildet 1974 nach Stilllegung auch der Third Avenue Line.

Die Third Avenue Line wurde ab 1950 in Lower Manhattan beginnend schrittweise stillgelegt und abgerissen. Die Harlem River Bridge wurde 1956 gesprengt. Der als letztes übrig gebliebene Abschnitt in der Bronx von Third Avenue–149th Street bis Gun Hill Road wurde getreu den Planungen des „Aktionsprogramms“ im Jahr 1973 stillgelegt und bis 1977 abgerissen. Eigentlich hatte das groß angelegte „Aktionsprogramm“ vorgesehen, die Hochbahn durch eine Zweigstrecke der IND Second Avenue Line zu ersetzen, die entlang der Eisenbahntrasse der Harlem Line und New Haven Line der heutigen Metro-North Railroad gebaut werden sollte. Jedoch reichten in den Krisenzeiten der 1970er Jahre die finanziellen Mittel nicht einmal für den Bau der eigentlichen Stammstrecke der Second Avenue Line in Manhattan aus.
Der Restabschnitt der Third Avenue Line verlief in Hochlage entlang der Third Avenue und Webster Avenue. Benachbart lagen die heutigen Metro-North-Stationen Tremont, Fordham Road, Botanical Garden und Williams Bridge. An beiden Endstationen, Third Avenue–149th Street und Gun Hill Road, bestand direkter Übergang zur IRT White Plains Road Line. Nach der Stilllegung wurde eine besondere Buslinie eingerichtet, die zusätzlich die IRT Jerome Avenue Line und die IND Concourse Line erreichte und für deren Nutzung beim Umstieg von und zu den drei genannten U-Bahnlinien nicht erneut ein Fahrgeld zu entrichten war.
Der Third Avenue Line wurde noch 1967 im Rahmen einer großen Netzreform anlässlich der Eröffnung der Chrystie Street Connection ein neues Signet mit der Liniennummer 8 zugewiesen. Diese Kennzeichnung ließ sich aber nur im Liniennetzplan und an den Bahnhöfen ablesen, nicht an den aus alten Hochbahnwagen der BMT bestehenden Zügen selbst, die meist mit shuttle schilderten.
| ehemalige IRT Third Avenue Line in der Bronx | ehemalige IRT Third Avenue Line in der Bronx | ehemalige IRT Third Avenue Line in der Bronx |
| Linie                                        | Bedienung                                    | Nutzung der Strecke                          |
| -------------------------------------------- | -------------------------------------------- | -------------------------------------------- |
|                                              | Local                                        | ganze Länge                                  |